# 게이시 (영화)
게이시(Gacy)는 미국에서 제작된 클라이브 사운더스 감독의 2003년 범죄 영화이다. 마크 홀튼 등이 주연으로 출연하였고 래리 라트너 등이 제작에 참여하였다.

## 출연

### 주연
- 마크 홀튼
- 아담 볼드윈

### 조연
- 톰 월드먼
- 찰리 웨버
- 앨리슨 랭
- 에디스 제퍼슨
- 케네스 스와츠
- 맷 판스워스
- 제레미 르릴어트
- 조셉 시코라
- 오렌 스쿠그
- 조 론세티
- 에디 아담스
- 래리 행킨
- 릭 딘
- 글렌 모슈워
- 제시카 샤츠